# Nascuts per llegir
Nascuts per llegir és un programa que promou el gust per la lectura entre els infants de 0 a 3 anys, creant experiències emotives i positives vinculades al llibre i fent d'aquest una eina de comunicació entre pares i fills. Per tal d'aconseguir-ho, implica a les famílies, els bibliotecaris i els professionals de la Salut dels centres d'Atenció Primària i els facilita pautes, materials, i activitats que creïn experiències positives i emotives vinculades al món de la lectura.
És tracta d'un projecte interdisciplinari de pediatria, biblioteconomia i altres camps professionals relacionats amb el món del llibre i la literatura infantil. El projecte va néixer l'any 2002 dins el Grup de Biblioteques Infantils i Juvenils del Col·legi Oficial de Bibliotecaris-Documentalistes de Catalunya (COBDC), que juntament amb altres professionals de la salut i especialistes en literatura infantil, van treballar en l'estudi i adaptació a la realitat catalana d'un conjunt de projectes internacionals de promoció de la lectura per a nadons (Born to read -EUA-, Bookstart -UK-, Nati per leggere -Itàlia-, etc.).

### Objectius
Els objectius principals del projecte són ajudar a establir un vincle afectiu entre adults i nens a través de la lectura. Mobilitzar la comunitat que té cura dels infants perquè no solament els protegeixi de les malalties i de la violència, sinó perquè també promogui l'adequat desenvolupament afectiu i cognitiu dels petits. També volen promoure el gust per la lectura des del primer any de vida, mitjançant un treball conjunt de biblioteques, pediatres i altres agents del món de la lectura i l'infant. A més a més d'involucrar i formar les famílies en l'activitat lectora posant a la seva disposició diferents recursos, materials i activitats.

### Entitats promotores i patrocinadores del projecte
La posada en marxa i el funcionament de "Nascuts per llegir" és possible gràcies al patrocini del Departament de Cultura i Mitjans de Comunicació i al suport del Departament de Salut de la Generalitat de Catalunya. A més a més de les següents entitats: 
- Associació Catalana d'Infermeria Pediàtrica.
- Associació Catalana de Llevadores
- Col·legi Oficial de Bibliotecaris-Documentalistes de Catalunya
- Consell Català del Llibre per a Infants i Joves
- Societat Catalana de Pediatria

### Indicadors del grau d'assoliment del projecte
Graciés a les diverses subvencions públiques que va tenir fins al 2010, el projecte va assolir indicadors molt positius:
- Més de 14.000 famílies vinculades al Nascuts per Llegir
- El 45% de les famílies han arribat a la biblioteca (el 60% de les famílies desconeixien la biblioteca)
- 1.800 activitats programades
- Un 77,5% de les famílies que han arribat a la biblioteca ha incorporat en la seva quotidianitat una estona de lectura diària
- 188.817 préstecs de materials de petits lectors
- 106.405 préstecs de materials del racó de pares i mares
- 1.400 seguidors a Facebook

A partir del 2011, no tenim més dades, ja que van desaparèixer una part de les subvencions i no van trobar altres vies de finançament. Encara, que consta que avui en dia el projecte el segueixen executant alguns dels municipis que l'implementaven, de forma autònoma i gràcies a la implicació i el convenciment de tots els agents que hi intervenen.